# نظرية نموذج عجلة ألوان الحب

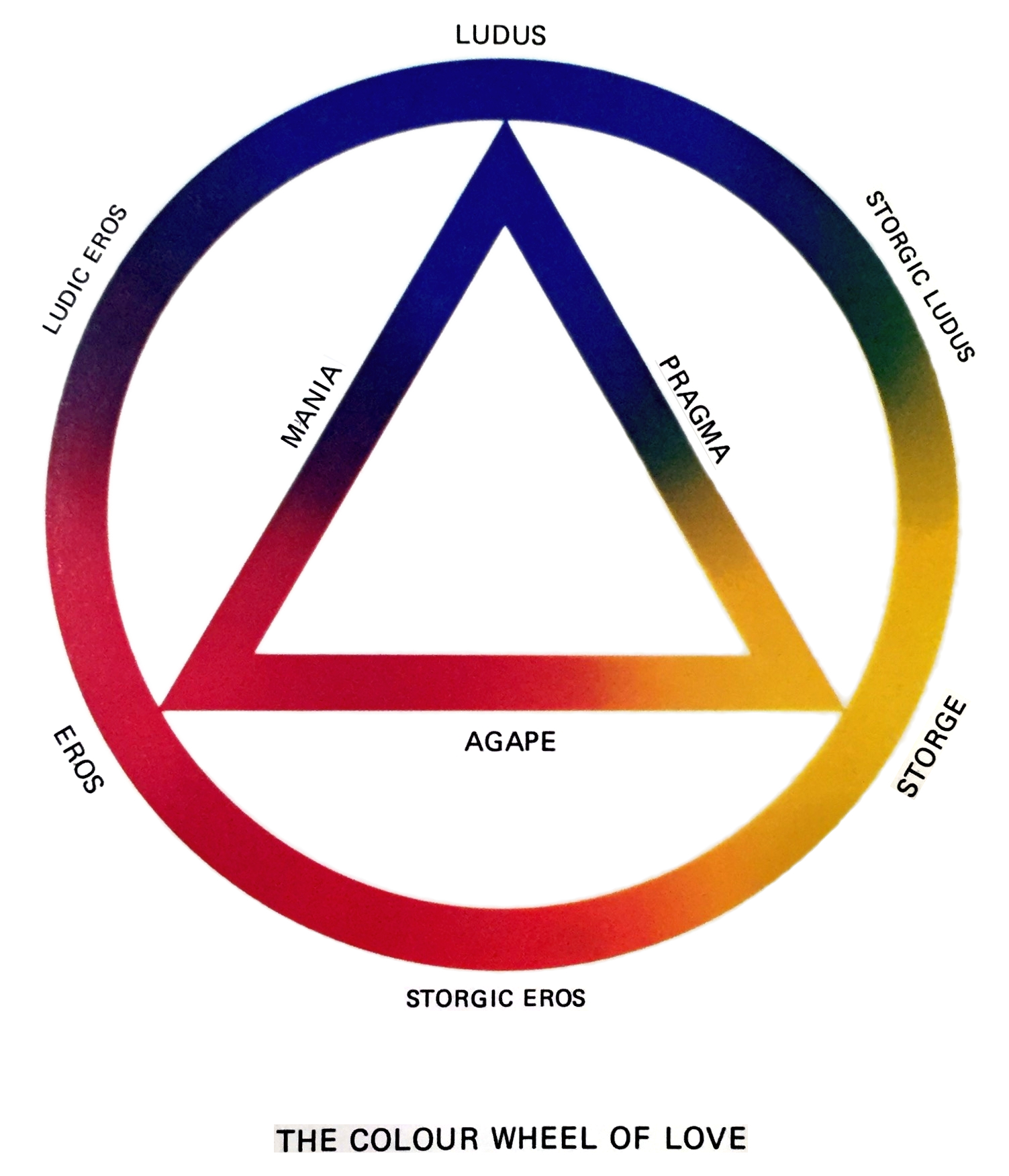

نظرية نموذج عجلة ألوان الحب (بالإنجليزية: color wheel theory of love)‏ هي فكرة ابتكرها عالم النفس الكندي جون ألان لي، تصف ستة أنماط من الحب باستخدام عدد من الكلمات المرادفة للحب في اللغة اللاتينية واليونانية. يعرِّف لي في كتابه «ألوان الحب: استكشاف طرق المحبة» (1973) ثلاثة أنماط أساسية أو أولية للحب، وثلاثة أنماط ثانوية للحب، وتسعة أنماط للحب من الفئة الثالثة، شارحًا إياهم من خلال أسلوب عجلة الألوان التقليدي. الأنماط الأساسية الثلاثة للحب هي: الحب الإيروتيكي، والحب الترفيهي، والحب العائلي، والأنماط الثانوية الثلاثة هي: الهوس، والحب العملي، والحب الإيثاري.

## الأنماط الأساسية للحب

### الحب الإيروتيكي
إيروس كلمة يونانية قديمة تعني الحب الرومانسي أو العاطفي أو الجنسي، اُشتُقت منها كلمة إيروتيكي. يصف لي الإيروس بأنه الحب الشهواني الجسدي والعاطفي المدفوع بالرغبة في الإشباع، وخلق إكتفاء جنسي، والتمتع الآمن والجمالي بين الأشخاص بعضهم البعض، ويشمل أيضًا خلق أمان جنسي للآخر عن طريق السعي إلى لجعل الطرف الآخر يتخلى عن مشاركة حياته الحميمة والجنسية مع الغرباء. إنه نمط حب شديد الحسية والقوة والشغف. العشاق الإيروتيكيون يختارون عشاقهم بالحدس أو «بالكيمياء». من المرجح أن يقولوا إنهم وقعوا في الحب من النظرة الأولى مقارنة بأنماط الحب الأخرى.
ينظر المحبون الإيروتيكيون إلى الزواج على أنه شهر عسل طويل، وإلى الجنس على أنه أفضل التجارب الجمالية على الإطلاق. يميل المحبون الإيروتيكيون إلى مخاطبة عشاقهم بالألفاظ التي يخاطبون بها الحيوانات الأليفة، مثل: «حبيبي»، أو «أيها المثير». يمكن أن يُنظر إلى المُحب الإيروتيكي على أنه «رومانسي ميؤوس منه». يريد العاشق الإيروتيكي أن يشارك كل شيء مع أحبائه، وأن يعرف كل شيء عنهم، وكثيرًا ما يفكر في شريكه بأسلوب مثالي. إذا تعرض المُحب الإيروتيكي للنقد من شريكه فإنه يشعر بألم مبرح وجرح كبير. وإذا انفصل عن شريكه فإنه يُصاب بالعذاب واليأس. يعتبر أولئك الذين يتبعون أنماط حب أخرى أن مثل هؤلاء المُحبين غير واقعيين أو عالقين في خيال.
ميزة الحب الإيروتيكي، هي أن الهرمونات والعواطف تجعل العشاق يتواصلون، وتعزز مشاعر الشهوة ومشاعر الحب بعضها البعض. إنه مريح جدًا للشخص الذي يقوم به. إنه يمنح شعورًا بالأمان لكلا الشريكين الذين يدركان ويشاهدان التَتامّ الجنسي في واحدهما الآخر والإحساس بالهدف من الحياة. يتواجد الاحتياج إلى الطمأنينة الجنسية في قاعدة تسلسل ماسلو الهرمي للاحتياجات بجانب الحاجة إلى الـطعام والمأوى. تتطلب تلك الطمأنينة من كلا الشريكين أن يولي كل منهما منح المشاعر الجنسية للآخر، وأن يعملا على الحفاظ على الاهتمام والحفاظ على الصحة الجنسية للعلاقة. عيب الحب الإيروتيكي هو احتمال تراجع الانجذابية، وخطر التواجد في عالم خيالي. وحينما يصل للتطرف الأقصى له، يمكن أن يكون الإيروس نوعًا من السذاجة. قد يشعر الشريك غير المنجذب جنسيًا بأن جسده يُعامل على أنه أمر مادي مفروغ من تواجده، وقد ينظر إلى المحب الإيروتيكي على أنه شخص جل اهتمامه البحث عن الإشباع الجسدي.
ويمكن مشاهدة أمثلة من الإيروس في الأفلام، مثل: البحيرة الزرقاء، والعودة إلى البحيرة الزرقاء، وامرأة جميلة، والفتاة العاملة، والفتاة ذات القرط اللؤلؤي.
وفقًا لما يقوله لي فإن المحب الإيروتيكي يتسم بالآتي:
- يشعر بتواصل جسدي وعاطفي قوي من خلال العلاقة
- بعد بدء العلاقة مع الشريك الغريب، تحدث له استثارة بشكل فوري
- قد يكون هذا النوع من الحب حصريًا ولكن ليس امتلاكيًا
- السعي في وقت مبكر لتجربة مثيرة وللتنوع والأسلوب
- الاستعداد للحب وما يحمله من مخاطر[3]

### الحب الترفيهي أو اللودس
لودس كلمة لاتينية تعني لعبة، يستخدم لي هذا التعبير لوصف أولئك الذين يرون أن الحب هو الرغبة في قضاء وقت ممتع مع الآخر، مع القيام بنشاطات في الداخل والخارج، ومداعبة واحدهم الآخر، وتدليله، والقيام بالمزاح غير المؤذي. قد يكون اقتناء الحب والاهتمام جزءًا من هذه اللعبة.
يريد المُحبون الترفيهيون الحصول على أكبر قدر ممكن من المرح. نادرًا ما يحصرون علاقاتهم في شريك واحد -إلا إذا كانوا يبحثون عن علاقة مستقرة- وغالبًا ما يكون لديهم أكثر من شريك واحد. لا يكشفون عن أفكارهم ومشاعرهم الحقيقية لشركائهم، خصوصًا إذا كانوا يرون أنهم يحصلون على نوعٍ من أنواع المنفعة من خلال شركائهم. من المتوقع أن يكون شركاؤهم مشابهين لهم في التفكير. عندما تُقام علاقة مثل هذه، ستتضمن المرح والانغماس في ممارسة الأنشطة سويًا. يحمل هذا النمط من الحب القابلية للخيانة، وفي الحالات المتطرفة يصبح هذا النوع من الحب إدمانًا للجنس.
تجسدت بعض أمثلة حب اللودس في أفلام، مثل: علاقات خطرة، ونوايا سيئة، والأطفال.

### الحب العائلي أو الستوريج
ستوريج هو المصطلح اليوناني للحب العائلي. يعرّف لي الستوريج بأنه ذلك النمط من الحب الذي يتطور ببطء في الصداقات ويقوم على الاهتمامات المشتركة والالتزام بين الأطراف. اختار لي لفظ ستوريج ليصف هذا النمط من الحب بدلًا من التعبير المعتاد لوضف الصداقة «فيليا».
يعبر هذا النمط من الحب عما يتواجد من حب داخل الأسرة بين الإخوة والأزواج وأبناء العم والوالدين والأطفال. يتطلب الحب العائلي بعض الولاءات والمسؤوليات والواجبات والاستحقاقات ذات الطابع العائلي. يجب أن يكون المسكن ملاذًا لأفراده يتكاتف فيه جميع أفراد الأسرة في الأوقات الصعبة. باستثناء الزواج، عادة ما تكون جميع العلاقات الأخرى بسبب صلة قرابة عائلية والتي عن طريقها عرف الأفراد بعضهم البعض وتكونت علاقاتهم. أما في الزواج، والذي فيه لا يكون الزوجان قد سبق لهم أن أحبا بعضيهما البعض بهذا النوع من الحب، يتعهدان بتوسيع وبناء هذا الحب وتشكيل رابطة قرابة جديدة. يحتضن أفراد الأسرة بعضهم البعض بشكل ينال تقدير كل من حولهم. تسيء الإهانات إلى سمعة الأسرة المترابطة. لا يمكن في العديد من الأنظمة القضائية أخذ شهادة أحد أفراد الأسرة أمام المحكمة في قضية مُدان فيها أحد أفراد أسرته المباشرين لارتكابه جريمة خارج الأسرة. غالبًا ما يتطور الحب العائلي تدريجيًا نتيجة للصداقة، أو نتيجة لفترات العِشرة الطويلة. تستمر بعض العلاقات بعد تفككها في صورة صداقة.
من أمثلة الحب العائلي التي جُسدت في أفلام، مثل: الحب وكرة السلة، عندما التقى هاري بسالي، زاك وميري يقومان بالإباحية
وفقًا لما يقوله لي فإن المحب العائلي يتسم بالآتي:
- لا يبحث عن الحب ولكنه مستعد إذا وجده
- يغير بشكل هادئ وليس بشكل مفرط
- يعتقد أن الحب يأتي من الصداقة لكنه ليس هدفًا من أهداف الحياة

## الأنماط الثانوية للحب
هناك ثلاثة أنماط ثانوية للحب، : الهوس، والحب العملي، والحب الإيثاري.

### الهوس أو ألمانيا
كلمة «مانيا» مشتقة من الكلمة اليونانية المُستخدمة للإشارة إلى «الاضطراب العقلي»، ومنها اشتُقت كلمة «مَهْووس».يعرِّف الحب الهَوَسي بأنه ذلك النوع الذي ينبع من الرغبة في الحفاظ على شريك الحياة بتقدير بالغ، ورغبة الشخص في أن يحِب ويُحّب بهذه الطريقة؛ باحثًا عن تمييزٍ في الانجذاب. يقود هذا النوع من الحب الشخص إلى نوع من الجنون والهوس. يمثّله اللون الارجواني، لأنه مزيج بين اللودس والإيروس.
يتحدث المحبون المهووسون عن شركائهم بشكل يحتوي غيرة ومغالاة، ويشعرون أنهم في «احتياج» إلى شركائهم. إن الحب بالنسبة إليهم هو طوق النجاة وتعزيز للقيمة. فيقدر المحبون المهووسون قيمة العثور على شريك عن طريق الصدفة، دون معرفتهم المسبقة بمستواه المادي أو التعليمي أو الشخصي.